# ГЕС Фінча
ГЕС Фінча – гідроелектростанція в Ефіопії. Використовує ресурс із річки Фінча, лівої притоки Блакитного Нілу. 
В межах проекту річку перекрили кам’яно-накидною греблею висотою 20 метрів та довжиною 340 метрів, яка потребувала 0,18 млн м3 матеріалу та утворила водосховище Чомен з площею поверхні 293,3 км2 і об’ємом 406 млн м3. В 1987-му у сусідній долині на річці Амарті (права притока Неше, котра в свою чергу є лівою притокою Фінча) звели греблю, котра створила водосховище з об’ємом 219 млн м3, з якого через тунель довжиною 1,5 км до Чомен повинно перекидатись 138 млн м3 на рік.  
Зі сховища ресурс прямує через прокладений у лівобережному гірському масиві дериваційний тунель довжиною 3,3 км з діаметром 3 метра, який переходить у напірний водовід довжиною 1,8 км. 
В 1974-му станцію ввели в експлуатацію з трьома турбінами типу Пелтон потужністю по 33,3 МВт, а в 2003-му доповнили їх четвертою турбіною того ж типу з показником 34 МВт. Розглядалась також можливість подальшого нарощування потужності на основі подачі ресурсу із річки Неше, проте у підсумку спорудили окрему ГЕС Фінча-Амарті-Неше.
Гідроагрегати станції Фінча використовують напір у 592 метра та забезпечують виробництво 532 млн кВт-год електроенергії на рік.
Відпрацьована вода по каналу довжиною біля 0,5 км повертається назад до Фінча.